# Lipa, Dobrepolje
Lipa je naselje v Občini Dobrepolje.